# Carex depauperata
Carex depauperata je druh jednoděložné rostliny z čeledi šáchorovité (Cyperaceae), rodu ostřice (Carex).

## Popis
Jedná se o rostlinu dosahující výšky nejčastěji 30–100 cm. Je vytrvalá, řídce trsnatá s krátkými oddenky. Listy jsou střídavé, přisedlé, s listovými pochvami. Lodyha je tupě trojhranná, hladká. Bazální pochvy jsou červenohnědé až purpurově hnědé. Čepele jsou asi 2–4 mm široké, lesklé, na rubu z výraznou tmavší žilnatinou, silně drsné. Carex depauperata patří mezi různoklasé ostřice, nahoře je klásek samčí, dolní klásky jsou pak čistě samičí. Listeny jsou podobné listům a většinou přesahují příslušný klásek, dolní s pochvou. Samčí klásek je většinou 1, samičích klásků je nejčastěji 2–4, jsou cca 1–2 cm dlouhé, málokvěté, na dlouhých stopkách. Okvětí chybí. V samčích květech jsou zpravidla 3 tyčinky. Blizny jsou většinou 3. Plodem je mošnička, která je nejčastěji 7–9 mm dlouhá, výrazně žilnatá, lesklá, na vrcholu zakončená cca 3 mm dlouhým zobánkem. Každá mošnička je podepřená plevou, která je zelená až nahnědlá se zeleným středním žebrem a světlým okrajem.

## Rozšíření ve světě
Carex depauperata roste v západní a jižní Evropě. Vyskytuje se vzácně ve Velké Británii, dále v Belgii, ve Francii, zasahuje až do jižního Německa, ve Španělsku, Itálii, Švýcarsku, na Balkáně, dále na Kavkaze V ČR neroste.